# Politický systém Nizozemska
Politický systém Nizozemska je charakterizován rozdělením politické moci a jejím institucionálním zakotvením v zemi. Nizozemsko je konstituční monarchie založená na parlamentní zastupitelské demokracii. Jedná se o decentralizovaný unitární stát na bázi konsociačního modelu (viz stranický systém).

## Charakteristika systému
V roce 1818 se Nizozemsko stalo konstituční monarchií. Na jaře 1848 došlo k přijetí první ústavní listiny, která upravovala pravomoci panovníka a specifikaci politického systému ve prospěch parlamentu. Jedním z jejích duchovních otců byl nizozemský liberální myslitel Johan Rudolph Thorbecke. Roku 1868 pak došlo k přijetí zásady odpovědnosti vlády vůči parlamentu, čímž byla nastolena cesta k parlamentarismu. Ovšem až od poslední třetiny 19. století dochází k takovým změnám politického systému, které jej modernizují.
Tyto změny lze shrnout do tří fází:
1. Konstituování systému (1878–1917)
2. Konsociační období  (1917–1967)
3. Přechod k polarizovanému modelu typu koalice-opozice (po roce 1967)

## Zrod Spojeného nizozemského království
Moderní dějiny dnešního Nizozemského království jsou spojeny s dlouhým osmdesát let trvajícím zápasem nizozemských provincií za nezávislost na vládě španělských Habsburků. Klíčovým bodem pro zrod unitárního nezávislého státu na teritoriu dnešního Nizozemí se stalo zřízení generálních stavů, ke kterému došlo v roce 1576 v Bruselu. Tři roky poté následovalo založení utrechtské unie, která k sobě vázala tehdejší provincie Holland, Zeeland, Utrecht, Over-Ijssel, Groningen a Friesland. Na začátku 80. let 16. století lze spatřovat na tomto území počátek nového evropského státního útvaru, který do myslí současníků vstupuje pod jménem Spojené nizozemské provincie. Španělsko uznává tento subjekt definitivně až roku 1648 ve spojitosti s uzavřením vestfálského míru, který ukončil třicetiletou válku.
Nizozemské provincie byly pojímány již v období vrcholného středověku jako obchodní centrum, stejně tak se podílely na rozkvětu malířství. Zrodila se zde i první burza a následně i první burzovní krach v roce 1637. Nizozemí se však proslavilo zejména úspěšnými válečnými střety s Anglií o nadvládu nad světovými moři. Známými se stali admirálové de Ruzter, Tromp a další. Díky této úspěšnosti se Nizozemí v průběhu 17. století stalo jednou ze světových velmocí. Amsterdam se tehdy stal centrem země a i dnes je hlavním městem, přestože v něm nemá sídlo ani vláda, ani parlament, ani hlava státu. Toto město financovalo třetí expedici po moři Willema Barentse do Ruska, která otevřela dveře holandským kupcům. Cílem bylo nalézt severní cestu do Číny. Jiný mořeplavec Jan van Linschoten se vrátil ze své výpravy roku 1592. Po dobu pěti let shromažďoval informace o portugalských državách v Africe a hledal nejkratší jižní cestu do Indie. V předvečer 16. století Holanďané úspěšně ovládli portugalskou cestu. Následuje založení Východoindické společnosti v Amsterdamu roku 1602, která de facto opanovala pobřeží Afriky, Malajské souostroví, část Cejlonu. Holanďané dále postoupili až do Austrálie, Tasmánie, Číny a Japonska. V roce 1621 vzniká Západoindická společnost, která se orientuje na obchod s Brazílií a kolonizaci Severní Ameriky. Tak je založen na ostrůvku Manhattan Nový Amsterdam, dnešní New York. Koloniální charakter si Nizozemí podrželo až do 20. století, kdy drželo kolonie v Indonésii.
Holandská expanze zasáhla také Evropu, když ve 20. a 30. letech 17. století připojilo sedm holandských provincií Brabant a Limburg. Tato dvě území pak na nich zůstala dalších stopadesát let naprosto závislá.
S příchodem 19. století vzrostl vliv Francie. V letech 1795–1806 fungovala na holandském území Batávská republika, posléze se jednalo o krátkou etapu panování Ludvíka Bonaparta jako nizozemského krále (1806-1810). Na následující čtyři roky (1810–1814) se Nizozemsko stalo integrální součástí Francouzského státního celku, aby výsledkem vídeňského kongresu (1814–1815) vznikl státní útvar Spojené království Nizozemské, který obsahoval území dnešního Nizozemí, Belgie a Lucemburska. V roce 1830 se z něho vyděluje Belgie, naopak Lucembursko zůstává s Nizozemím v personální unii až do roku 1890.

## Historie unitarismu v Nizozemí
Konfederativní Republika spojených nizozemských provincií se v roce 1795 transformovala do unitárního státu. Provinciím zůstala specifika ve formě vlastní státní správy, tradice atd. K centralizaci dochází až od roku 1798, především pak za vlády Ludvíka Bonaparta. Je zaveden institut královských úředníků, kteří byli do provincií dosazeni z centra. Jejich úkolem bylo dohlížet na dění v nich a naplňovat vůli panovníka. Tento záměr kontroly však nebyl úspěšný, lokální elity si udržely ještě dlouhou dobu silné postavení a byly v opozici i nové oranžsko-nasavské dynastii. Největšího vlivu docílili královští úředníci v armádě a loďstvu.
V roce 1815 nastupuje na trůn Vilém Oranžsko-nasavský jako Vilém I. Oranžský (vládl již krátkou dobu v roce 1813) a stává se králem severních a jižních nizozemských provincií. S jeho uchopením moci je zřejmá snaha o centralizaci státu a vytvoření unitárního zřízení. V roce 1815 je také přijata ústava, revidovaná roku 1848, která ve svých fundamentálních článcích existuje dodnes. Jedná se o jednu z nejstarších ústav na evropském kontinentu.
Rozhodující pro vznik politické kultury a nastavení pravidel politického systému lze vidět období mezi lety 1878-1917. Na přelomu 19. a 20. století jsou nastoleny dva základní sociální problémy – pracovní podmínky dělníků a práce dětí, vyvstávají otázky rozšíření volebního práva a vládní finanční podpory soukromým subjektům (konkrétně církvemi řízeným) školám. K vyřešení těchto závažných sporů došlo v roce 1917 velkým kompromisem, kdy byl soukromým školám přiznán nárok na finanční dotace od státu a také došlo k rozšíření volebního práva, konkrétně pro všechny muže. S touto reformou byl uveden v život i poměrný volební systém (1917).
Politická kultura v této době vyzrává a klade důraz na dosažení konsenzu, vznikají klíčové politické strany, které pak zůstaly zakonzervovány až do 60. tet 20. století. Do systému je zakomponován i vliv elit na politiku, v němž hrají rozhodující úlohu představitelé dvou tradičních náboženských komunit - katolické a protestantské, rovněž tak členové tzv. sekularizovaného bloku. Ti všichni se podíleli na vzniku politického systému, který byl posléze nazván jako konsociační.
V období 1917-1967 došlo k rozkvětu tohoto modelu konsociační demokracie bez zásadních změn. Ty se objevily až v 60. letech. K jasnému signálu, že se v nizozemské společnosti dějí změny, byly volby v roce 1967. Do nich vstoupily i nové politické strany, které překvapily svými volebními zisky, zejména svou podporou mladými voliči. Ti dali jasně najevo, že se již nepřiklánějí k tradičním stranám, k tradiční vazbě na blízkou komunitu (tedy k sociálním vazbám daných rodinnou tradicí). Mladí vytvořili do budoucna skupinu přebíhajících „nestabilních“ voličů. Následkem toho došlo k rozrušení stability tradičních stran a k jejich následnému spojování, což bylo dříve nemyslitelné. Klíčovém bodem k tomuto stranickému přeskupení byl rozpad sekulární a třídně orientované Strany práce (PvdA), na vnitrostranickou scénu vstoupila tzv. nová levice s profilací na demokratický socialismus a radikální mobilizaci mas. Výsledkem kongresu Strany práce v roce 1969 bylo rozhodnutí, že se již nezúčastní vládní koalice, pokud bude jejím členem Katolická lidová strana (KVP). Důsledkem ve volbách 1971 a 1972, byl pak vznik koalice Strany práce s nově založenými subjekty Radikálové a Demokraté 66. Na to odpověděly konfesijně založené strany, když se na konci 70. let spojily v novou stranu Křesťanskou demokratickou výzvu (CDA). Ta dávala důraz na náboženskou komunitu obecně, nikoli jako předtím na jeden typ vyznání. Těmito změnami došlo k přiblížení politického systému k modelu vztahu koalice-opozice.

## Ústavní vývoj nizozemského parlamentarismu
Zákonodárnou mocí v dnešní době disponuje dvoukomorový parlament – Generální stavy (Staten Generaal), který sídlí v Haagu. Současný stav se odráží od roku 1795 a především od historicky krátké, ale důležité epochy francouzské vlády, která měla zásadní vliv na nizozemský politický systém v době Batávské republiky. Tehdy byl pod přímým dohledem francouzské armády vytvořen v nizozemských provinciích jednotný státní celek s prvním zákonodárným orgánem voleným lidem. K novému principu zastupitelství došlo přijetím Ústavy z roku 1798. Do té doby byli zástupci do sboru voleni na základě příslušnosti k provinciím, územním celkům a správním oblastem. Nyní došlo k novému modelu s principem zastupitelství národa jako jednoho nedělitelného celku. Následovaly další ústavní reformy z let 1801, 1805 a 1806, které transformovaly republiku zpět na království.
Ústavou z roku 1814 se zakládal Jednokomorový parlament čítající padesát zástupců volených nepřímo – provinčními sbory. Každý rok došlo k rezignaci jedné třetiny členů,´na jejichž místa byli dovoleni noví zástupci. Existovalo omezení parlamentu, kdy platilo, že král není jen formální hlavou moci výkonné, ale má pravomoc rozhodovat o všem, dokonce i definovat kompetence parlamentu. Ministři vlády byli dle ústavy v osobním vztahu k panovníkovi a neměli žádnou odpovědnost vůči parlamentu. Tento model s převahou výkonné moci panovníka setrvával až do 40. let 19. století. Zákonodárný sbor disponoval velmi omezenými možnosti.
K zásadnějším proměnám vztahu panovník-parlament došlo až po odštěpení jižních provincií a vzniku Belgie, tedy po roce 1830. Klíčové neshody byly finančního charakteru. Roku 1840 odmítla dolní komora přijmout návrh na zvýšení rozpočtu poměrem hlasů 50:1. Jediným hlasujícím pro byl ministr financí. On i ministr kolonií, kteří byli zodpovědní za neúspěch rezignovali. Nejvíce se však jednalo o porážku panovníka Viléma I.
Vznik Belgie, která byla Nizozemím oficiálně uznána až v dubnu 1839, znamenal možnost revize nizozemské ústavy. Parlament se snažil razantně prosazovat změnu ve smyslu odpovědnosti ministrů tomuto sboru, nikoli panovníkovi. Král byl proti. Cestou nátlaku na panovníka bylo opětovné neschválení rozpočtu zákonodárci. Následoval kompromis s uzákoněním částečné odpovědnosti ministrů parlamentu. Vilém I. však následně v roce 1840 abdikoval, protože nebyl schopen tyto změny přijmout.
K ústavní změně mělo dojít roku 1848, kdy poslanci žádali vyvodit finanční a politické sankce ministrů ve spojitosti s jejich odpovědností vůči parlamentu. Dále pak bylo cílem prosazení přímého volebního systému do dolní komory. Změny se však neuskutečnily.
K těm došlo až v revolučním roku 1848–1849. Král Vilém II. Nizozemský (1840–1849) s ministry pod francouzským vlivem předložili dvacet sedm návrhů zákonů na revizi ústavy, ale parlament je považoval v době revolučních změn pouze za kosmetické změny. Po dalším vyjednávání krále s předsedou dolní komory došlo k rezignaci všech ministrů a králem sestavené komise, která měla za úkol připravit ústavní změny a navrhnout novou vládu. První cíl s přípravou revize ústavy uspěla, v druhém byla odsouzena k neúspěchu, protože panovník pověřil vlastního člověka, aby kabinet vytvořil.
Revize ústavy z roku 1848 přinesla změnu ve složení parlamentu a také znamenala plnou odpovědnost ministrů za všechny kroky vůči parlamentu. Dolní komora se napříště volila přímým systémem, funkční období bylo čtyřleté s dvouroční výměnou poloviny jejích členů. Volební právo bylo dáno censem podle výše daní daného člověka. Horní komoru volily nepřímo provinční sbory na devítileté období. Po třech letech se měnila jedna třetina jejích členů. Kandidovat do horní komory mohli jen občané s nejvyššími odvody přímé daně. Asi na 3 000 občanů tak připadal jeden poslanec. Došlo také ke změně mechanizmu hlasování do provinčních sborů, kdy stavovské zastoupení bylo nahrazeno přímou volbou.
Revize také obsahovala možnost rozpuštění obou komor parlamentu (najednou i samostatně). Dolní komoře bylo přiznáno právo na interpelace ministrů a podávání návrhů na změny u projednávaných zákonů.
Revize ústavy v roce 1887 přinesla nárůst členů parlamentu. V dolní komoře nadále zasedalo 100 a v horní 50 zástupců. Byl také zrušen colební finanční census. Všeobecné volební právo bylo přijato v roce 1917 pro muže, pro ženy pak 1919, s ústavní platností od roku 1922. V roce 1917 byl také zaveden proporční volební systém do dolní komory, o pět let později stejně tak i do komory horní, v níž byla délka mandátu zkrácena na šest let s obměnou poloviny zástupců po třech letech. Pravomoci parlamentu byly zvýšeny např. v zahraniční politice. Panovník nemůže nadále vyhlásit válku bez jeho souhlasu.
Revize z roku 1938 přinesla neslučitelnost funkcí – poslaneckého mandátu a člena vlády (od roku 1948 je rozšířena na neslučitelnost u státních podsekretářů).
Úpravy z roku 1956 znamenaly nárůst členů dolní komory na 150 a horní na 75.
Změna ústavy ze 17. února 1983 znamenala potvrzení jasné vedoucí úlohy zákonodárné moci v politickém systému státu. Dále bylo potvrzeno čtyřleté funkční období obou komor a proporční volební systém.

## Moc výkonná
Výkonnou (exekutivní) moc tvoří
- Panovník
- Předseda vlády
- Kabinet

### Hlava státu

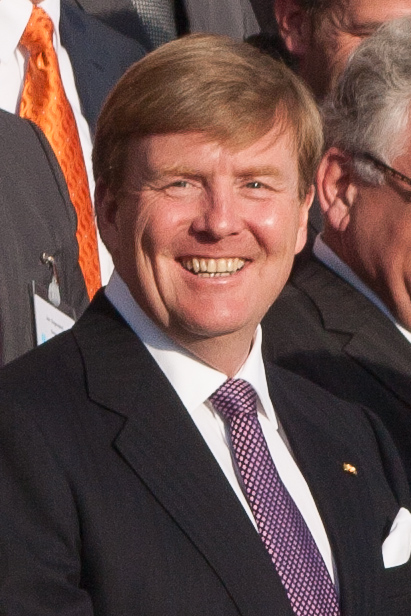
Král Vilém Alexander

Současnou hlavou státu je král Vilém-Alexandr Nizozemský, který nastoupil na trůn v roce 2013 po abdikaci své matky královny Beatrix.. Oficiálním sídlem je od roku 1984 haagský palác Noordeinde.
Klíčovou roli v exekutivě hrál panovník v období 1815–1849. Ztělesňoval nejvyšší institut výkonné moci a zároveň byl symbolem jednoty státu. Tento model vycházel z tradic Napoleonské Francie, která preferovala v čele moci výkonné silnou autoritu. Tento francouzský vliv lze dodnes v nizozemském systému spatřovat, konkrétně v upřednostnění principu suverenity lidu před suverenitou parlamentu. Silnou pozici začal panovník ztrácet po roce 1848, respektive 1849.
Od konce 19. století slábl vliv panovníka zejména díky lídrům politických stran. Nejvíce se o to zasazovali socialisté. Jejich odpor vůči hlavě státu vyvrcholil ve 30. letech 20. století, kdy dokonce odmítali naslouchat novoročním projevům panovníka v parlamentu. Druhý tábor liberálů nebyl nikdy otevřeně a úplně proti výkonné moci krále, ovšem s postupující demokratizací neblokovali výrazné omezení moci panovníka. Ambivalentní poměr k monarchickému zřízení byl vždy patrný u katolíků. Příčinou bylo i ustanovení, že panovník je z ústavy vždy protestant, což platí do současnosti.
V současnosti je panovník hlavou státu a symbolem jednoty státu. Ze svého úřadu se jedná o nedotknutelnou osobu, která nemá žádnou odpovědnost k zákonům a nařízením, která signuje. Tato tíha odpovědnosti leží na členech vlády. Přesto je z hlediska typologie faktem, že nizozemský parlamentarismus v rámci konstituční demokracie klade „ohledy na tradiční postavení panovníka silněji“
, než v jiných monarchiích jako jsou např. Švédsko nebo Spojené království. Jedním z příkladů silnějšího postavení je například důležitá funkce při konstituování nové vlády, kdy panovník vede porady s lídry parlamentních stran, prezidiem komor a sám jmenuje osobu pověřenou politickým vyjednáváním o složení nové vlády.

### Předseda vlády

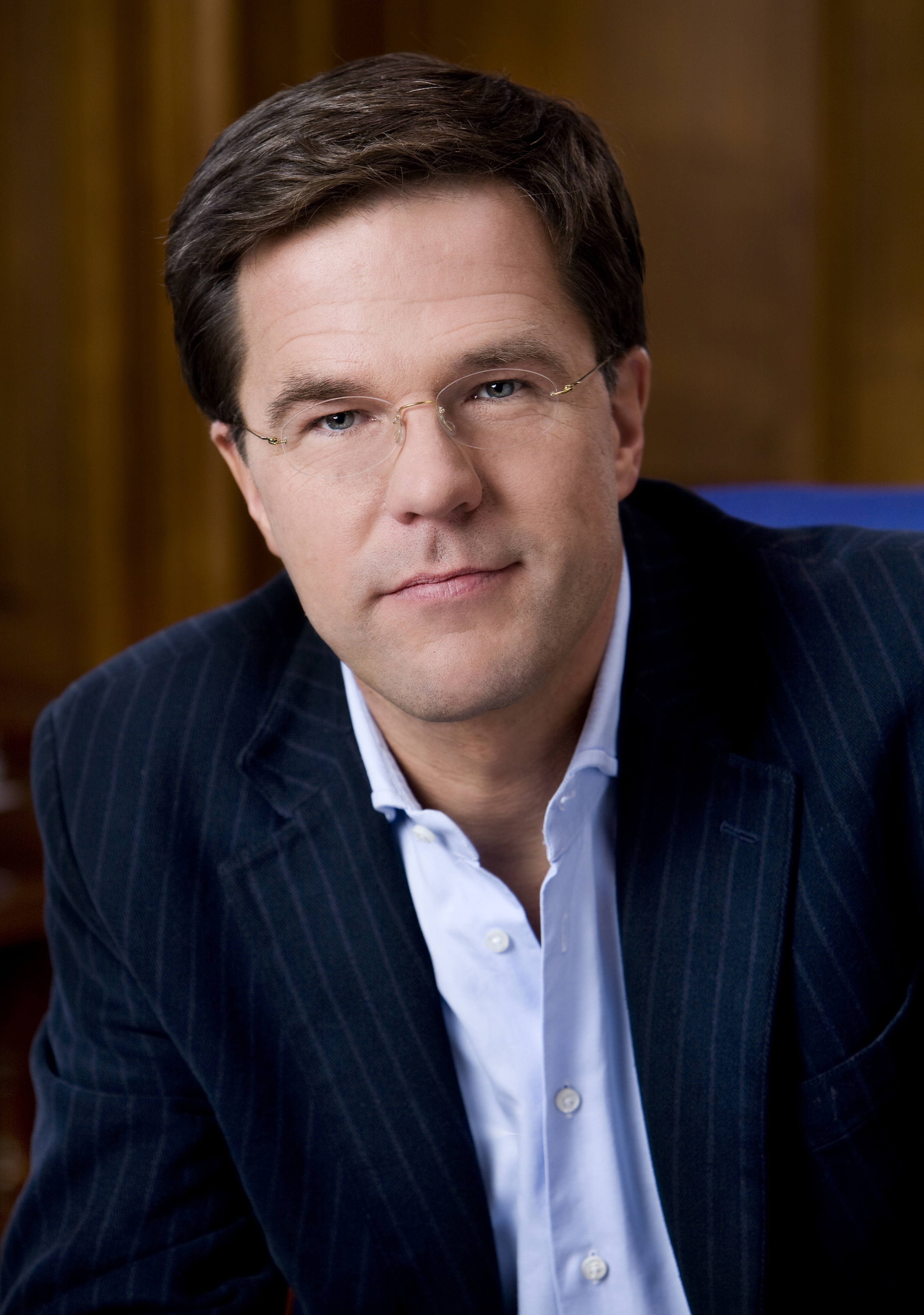
Současný premiér Mark Rutte

Dynamickou, rozhodující složku moci výkonné představuje předseda vlády a vláda samotná. Volba nového premiéra je závislá na dohodě panovníka s předsedy obou komor parlamentu. Těchto rozhovorů se účastní také šéfové politických parlamentních bloků. Předsedou vlády se tak stane osoba, na které je největší politický konsenzus nejsilnějších politických sil.
Vztah premiéra ke členům vlády procházel dlouhým vývojem. Do 30. let 20. století nebyl předseda vlády spolu se svým úřadem ani oficiálně uznáván. Postavení šéfa kabinetu záviselo na aktuální politické situaci a vytvořené koalici stran. Dnes je stav odlišný, premiér hraje klíčovou roli při tvorbě vlády, a také o distribuci vládních křesel jednotlivým politickým subjektům. Přesto bývá dodržováno neformální pravidlo, že kandidáty na ministry mohou nominovat strany budoucí vládní koalice dle dohody.
Jednání o vzniku nového kabinetu je v Nizozemsku standardně dlouhodobou a složitou záležitostí. Panovník nejdříve určí tzv. prostředníka (informátora), což je osoba mající za úkol zmapovat situaci o možných kombinacích koalic politických stran, které by měly většinovou podporu v dolní sněmovně. Prostředník vede jednání mezi úspěšnými subjekty, tedy stranami, které byly zvoleny do parlamentu. Po této fázi mapování zvolí panovník další osobu, tzv. formateur, kterou pověří vlastním vytvořením nové vlády. Téměř vždy se pak „formateur“ stane i předsedou vlády. Vyjednávání o složení kabinetu byla v 19. století zpravidla dlouhodobá, obvykle čtyři a půl týdne, ale i šest až osm týdnů. Jen jednou v období 1888–1913, konkrétně v roce 1894 vznikla vláda za jedinou noc. První polovina 20. století přinesla časové zkrácení povolebních rozhovorů. Jen v roce 1925 se vyjednávalo dva měsíce a po další vládní krizi, která se rozhořela na podzim téhož roku, se nová vláda utvářela dlouhých 113 dní.
Panovník jmenuje na základě královských dekretů nové členy vlády do funkce na prvním oficiálním setkání ministrů. Dekrety jsou kontrasignovány i předsedou vlády, což de facto navozuje situaci, že vláda jmenuje sama sebe. Následně předstupuje vláda se svým programovým prohlášením před dolní komoru.

### Vláda
Vláda je kolektivní orgán výkonné moci, vytvořený na základě výsledků parlamentních voleb. Vedle rezortních ministrů jsou zde dva ministři pověření gescí Antil a ostrova Aruba. Do roku 1983 nizozemská ústava neznala pojem „vláda“ ve smyslu instituce, ale hovořila jen o jednotlivých ministrech. To byl důvod proč do té doby neexistovala ani skutečná funkce předsedy vlády. Tu zastával vždy jeden ministr po období tří měsíců. Taková osoba byla do funkce buď volena či existovala rotace.

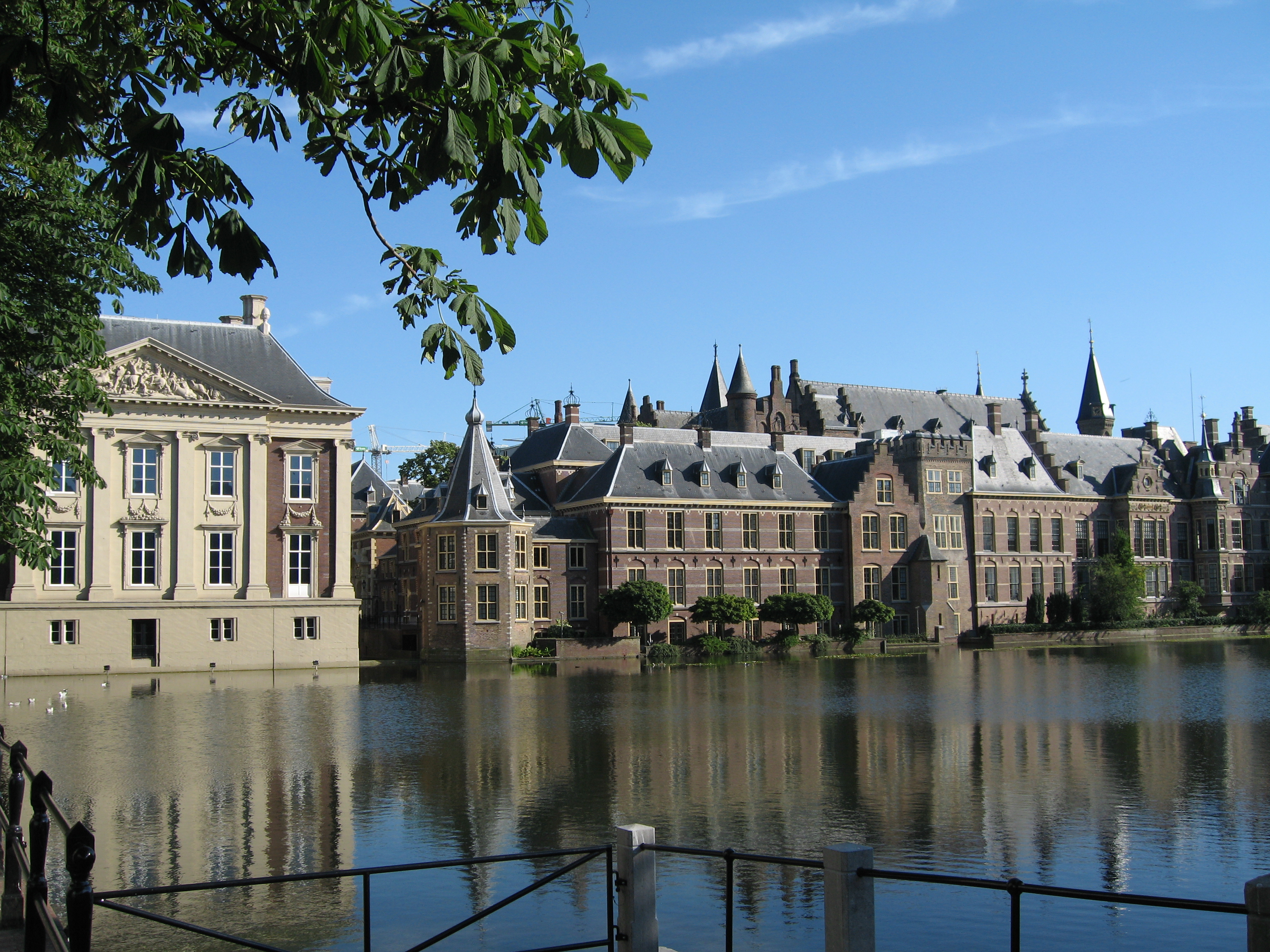
Binnenhof v Haagu. Věžička vlevo je sídlem premiéra, v centru úřad vlády.

V roce 1938 byl přijat zákon, který členům vlády zakazoval zastávat současně poslanecký mandát. Proto pokud se poslanec stane ministrem, musí na něj rezignovat a podstoupit ho dalšímu kandidátovi. V takovém případě hovoříme o tzv. klouzavém mandátu. Existuje však výjimka, pokud je ministr po parlamentních volbách zvolen za poslance, tak je možné vykonávat obě funkce současně po dobu tří měsíců (předpokládá se, že do té doby vznikne nová vláda vzešlá z voleb). Rozdílem od britského modelu parlamentarismu je také fakt, že nový člen vlády se nemusí účastnit voleb a nekandidovat na poslance, ale může být vybrán z nepolitického prostředí. Tato možnost je poměrně rozšířena, např. od roku 1848 do 60. let 20. století nebyla polovina ministrů kabinetu předtím vůbec zvolena za poslance. Dalším specifikem byl fakt, že do 70. let minulého století neexistoval těsný vztah mezi ministry a poslaneckým klubem strany, která je do vlády vyslala. Tento vztah se ovšem radikálně proměnil v posledních třiceti letech.
V období 1880–1958 (s výjimkou války 1939-1946) se v zemi vyměnilo celkem osmnáct kabinetů, z toho třináct dokončilo celé funkční období a jen čtyřikrát byla jeho činnost ukončena předčasně. Po druhé světové válce se tento diskurz oslabil. V letech 1965-1983 byl nastolen trend častější výměny vlády, celkem jich fungovalo jedenáct, přičemž došlo k nižší době fungování a častějším pádům vlády, zejména pro vnitrokoaliční krize.
Navzdory těmto faktům platí, že vlády v Nizozemí vládnou na širším politickém konsenzu parlamentních stran, než v jiných státech.
Z hlediska fungování kabinetu zde formálně existuje model autonomie jednotlivých ministrů, tedy nizozemská vláda se nikdy neřídila modelem kolektivní odpovědnosti. To je vysvětlováno jako důsledek přetrvávajícího vlivu panovníka na činnost vlády a jeho formální spoluodpovědnost za fungování jednotlivých sfér státu. Ve skutečnosti je zde však aplikován model standardní pro parlamentní systémy, tedy odpovědnost předsedy vlády a jeho kabinetu vůči parlamentu, respektive dolní komoře. Hlavní střet o pravomoci vůči vládě se odehrál mezi panovníkem a parlamentem v letech 1866-1868 a zákonodárci z něho vyšli vítězně. Rok 1868 je tím, kdy zvítězil v zemi parlamentarismus. Cesta k němu započala ústavní reformou v roce 1840, která zavedla spolupodpis ministra a tím i jeho odpovědnost pod zákony. Reforma ústavy o osm let později potvrdila odpovědnost vlády, respektive ministrů před parlamentem. V reálném politickém životě Nizozemí se předpokládá, že pokud parlament nesouhlasí s navrhovanou politickou koncepcí vlády, pak tato podá demisi. Pokud se jedná o program konkrétního člena vlády, pak by měl rezignovat právě jen odpovědný rezortní ministr. Avšak teoreticky je možné, aby se kabinet neřídil vůlí většiny parlamentu (dolní komory) a požádal o vyjádření na svou existenci voliče. V případě, že by voliči vyslovili nesouhlas s vládou, pak ta by musela podat demisi. V praxi se však uplatňuje model uvedený výše, kdy vláda rezignuje poté, co parlament vysloví nesouhlas s její koncepcí.
Návrhy vládních usnesení jsou přijímány prostou většinou hlasujících ministrů. Pokud jí nelze dosáhnout, pak je daný bod odložen na další jednání. V situaci neodkladnosti předseda vlády disponuje právem rozhodnout (tzv. casting vote).

### Poradní orgány

#### Státní rada
Hlavním poradním orgánem je v současnosti Státní rada (Raad van Stare), která je jmenována panovníkem, který vede její jednání. Byla zřízena již Karlem V. roku 1531 s tehdejším sídlem v Bruselu. V roce 1588 se rada stala permanentním administrativním orgánem, který odpovídal za návrhy. V současné podobě rada funguje od roku 1815. V roce 1861 získala možnost řešit i administrativní problémy. Poslední změny pravomocí proběhly v letech 1962, kdy se pod její gesci dostal i vztah Nizozemí a Antil, a poté také roku 1976, kdy se začala zabývat právními otázkami.
Mezi účastníky rady patří i následník trůnu počínaje osmnáctým rokem života. Těleso je tvořeno 28 stálými členy a 14 „dočasnými členy“, kteří mohou být využiti k práci na konkrétních bodech. Členství v radě je doživotní bez možnosti odvolání. V praxi funguje úzus, že členové odchází po sedmdesátém roku života. Členem se stává osoba jmenováním panovníka na návrh ministra vnitra po konzultaci s ministrem spravedlnosti.
Před příchodem návrhů zákonů do parlamentu, mohou být projednány Státní radou, stejně jako je v její kompetenci hodnotit mezinárodní smlouvy. Její další funkce spočívá v nejvyšší odvolací instanci, kterou je mezi spory státu a občanů nebo zájmovými skupinami a firmami. Jedná také o vhodnosti členů vlády a ve výjimečných případech může zastávat na přechodnou dobu funkci hlavy státu.

#### Sociálně ekonomický výbor
Sociálně ekonomický výbor (SER) je dalším důležitým poradním orgánem, složený ze zástupců hospodářských skupin. Odbory a zaměstnavatelské organizace sem nominují po patnácti osobách, dále jsou zde účastni zástupci Koruny nominovaných kabinetem, ovšem platí, že jsou oficiálně na vládě nezávislí. Nemají právo za ní jednat, což je důvodem proč tento orgán nelze považovat za standardní tripartitu. Pro platnost vzešlých dohod je nutné uskutečnit následná jednání s vládou. Přesto je činnost SER velmi vysoko hodnocena jako významná, protože se mimo jiné na ní vláda pravidelně obrací. Orgán má jasnou pozitivní roli v dosahování konsenzu v zemi.

#### Státní revizní úřad
Státní revizní úřad (Algemene Rekenkamer) má ve své kompetenci dohlížet na financování a rozpočet státních a polostátních orgánů. Kontroluje efektivitu vynaložených zdrojů a jejich oprávněnost.

#### PBO – veřejnoprávní organizace
PBO – veřejnoprávní organizace jsou dalším důležitým poradním orgánem, které mají za předmět činnosti ekonomické aktivity. Na počátku nového tisíciletí již fungovalo přes 40 takových výborů PBO a 20 subkomisí PBO. Paralelně s nimi působí v zemi dalších 250 poradních sborů, které provádí vyhodnocení a formulaci stanoviska k návrhům novel existujících zákonů.

## Zákonodárná moc

### Parlament

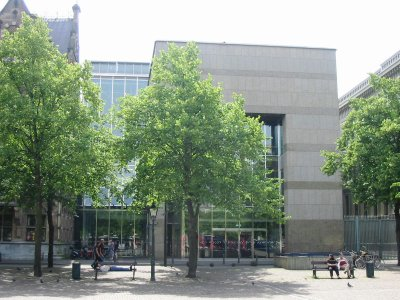
Hlavní vchod do dolní komory parlamentu.

Nizozemský parlament je dvoukomorový, hovoří se o tzv. bikameralismu. Horní komora (Eerste Kamer) je složena ze 75 senátorů, dolní komora (Tweede Kamer) pak ze 150 členů. Volební období trvá čtyři roky, každá z komor může být před vypršením svého mandátu předčasně rozpuštěna. Volba do obou komor je proporční (poměrný systém). Rozdíl je ve formě, zatímco do dolní sněmovny volba probíhá přímo (voliči), horní je volena provinčními sbory dle čl. 50–72 Ústavy. Platí zde i princip neslučitelnosti mandátu. Výkon definovaných postů (ministři, státní sekretáři, soudci, soudní úředníci) nemohou zastávat funkci poslance. Dále není přípustný souběh členství v dolní a horní komoře. Existuje tzv. klouzavý mandát, pokud se poslanec stane např. ministrem, pak jeho mandát přejde (sklouzne) na náhradníka. Ústavní rozhodnutí parlamentu nelze podle čl. 120 Ústavy napadnout a zkoumat v přezkumném řízení u soudu. Čl. 91 Ústavy svěřuje do pravomoci parlamentu vyhlášení a ukončení válečného stavu.
Pro přijetí zákona je potřeba prosté nadpoloviční většiny přítomných poslanců v obou komorách. Výjimku tvoří zákony, které se týkají královské rodiny (čl. 29 a 30) a platů poslanců (čl. 63), kdy je vyžadována 2/3 většina obou komor.
Hlavním úkolem parlamentu je přijímání zákonů, kontrola a dohled vlády (interpelace), zřizování vyšetřovacích komisí. Samotnou kapitolou je pak přijímání  ústavních zákonů. Ty vyžadují dvojí projednání parlamentem. To znamená, že před jejich schválením musí proběhnout nové volby celého parlamentu, a tak se schválením souhlasí dvě různá zákonodárná tělesa. K jejich přijetí je nutný souhlas 2/3 všech poslanců v každé komoře. Nově zvolený parlament pak schvaluje předložený ústavní zákon, tak jak mu byl předložen a nemá právo činit pozměňovací návrhy a dodatky.
Tradičně právem rozpuštět parlament disponoval panovník, v současnosti má toto právo vláda (formálně je však vyhlášeno stále panovníkem). Do roku 2003 byla dolní komora rozpuštěna sedmkrát, horní pak jednou. Zákonodárný sbor lze rozpustit také při vleklém sporu mezi oběma komorami, či rozepřím mezi ním a vládou. Pokud je komora rozpuštěna (nebo obě komory), je dle zákona nutné uvést termín voleb a první zasedání nově zvoleného sboru.
Politický systém země se od roku 1967 významně posunul od konsociačního modelu. To dokládají statistická fakta. Například při srovnání počtu projednávaných zákonů se jejich počet v letech 1956–1957 a 1971–1972 nijak nezvýšil (ze 185 na 213), tak počet předložených návrhů zákonů a doplňků vzrostl velmi markantně (z 20 na 176). Počet interpelací ve zkoumaném období 56/57 a 71/72 vzrostl ze šesti na devatenáct, ovšem množství směřující na ministry stouplo přibližně desetinásobně (z 211 na 2092). S tím se zvýšil i počet asistentů poslanců. Nárůst poslanecké aktivity je prezentován ve smyslu změny politického klimatu země. Kdy došlo k odklonu od významné segmentace nizozemské společnosti (verzuiling). To znamená od napojení konkrétní politické strany na nějakou komunitu a tím předem definovaný postoj členů strany na projednávaná témata. Zvýšení parlamentní aktivity po roce 1967 lze interpretovat rozrušením těchto vazeb politická strana – skupiny společnosti, tedy ústupem od konsocialismu a vzdáním se klientelismu. V politologii se hovoří o tzv. post-verzuiling period (období po segmentaci společnosti).
Dolní komora má ve svém čele prezidium, které je tvořeno předáky v něm zastoupených politických stran. Nejdříve bylo tvořeno jen předsedou a dvěma místopředsedy, v roce 1984 došlo k rozšíření na šest zástupců.
Arend Lijphart hovoří o podstatném prvku tzv. Výboru starších (Senioren convent), jehož existence spadala do dřívějších dob (fungoval ještě v 60. letech 20. století). Neformální výbor tvořily lídři pěti politických stran. Jeho schůzky byly nahodilé dle potřeby, především měl smysl v řešení a předcházení krizových situací. Představoval šedou eminenci politického systému, která měla rozhodující vliv na celou tvorbu politiky.
V parlamentu existují kluby, které mají od jednoho do padesáti členů. Jejich funkce je autonomní od sekretariátů svých politických stran. V 90. letech existovalo v průměru 9 klubů v dolní komoře. Rozpady parlamentních klubů nabyly významu až od 60. let 20. století, kdy se někdy podařilo odtrhnuté frakci získat podporu voličů a tak konstituovat nový politický subjekt na scéně. Takovým příkladem je např. strana Radikálové (PPR), která vznikla v roce 1968 z aktivity jen tří poslanců Katolické lidové strany, a která se prosadila na celonárodní úrovni. Podobný osud měla i strana Demokratičtí socialisté 70 (DS 70), která vznikla odtržením poslanců od mateřské Strany práce. Její členové byli v letech 1971–1972 dokonce ve vládě, ale v roce 1981 zaznamenala rozpad.

## Soudní moc
Nejvyšší soud má 20 členů, kteří jsou jmenováni doživotně (v reálné praxi do 70. roku života). Jedná se o nejvyšší odvolací instanci pro všechny nižší soudy. V gesci nemá pravomoc rozhodovat o ústavnosti zákonů.

## Ombudsman
1. ledna 1982 byl zaveden institut ombudsmana. Předcházela tomu dlouhá přibližně dvacetiletá diskuze. Jeho volba probíhá v parlamentu, který mu určuje také výši rozpočtu. Ombudsman je mu odpovědný a předkládá komorám výsledky své činnosti. Sídlí v Haagu. Z ústavy vyplývá možnost občana podat stížnost ve věci ochrany lidských práv i panovníkovi, ovšem tato cesta je de facto neúčinná. Panovník jí sám neřeší a podstupuje jí příslušnému ministrovi, na jehož oblast si občan stěžuje. Ombudsman je v tomto smyslu nezávislý na vládě, má právo šetřit stížnosti a obracet se na ministra o vysvětlení. Následně může doporučit legislativní změnu vládě pokud shledá, že stížnost odhalila obecný nedostatek v zákoně.

## Místní správa
Nizozemsko je složeno z dvanácti provincií a tří zvláštních správních obvodů – karibských ostrovů Bonaire, Saba a Svatý Eustach (tzv. Karibské Nizozemsko). Nizozemské království tvoří i 3 další autonomní země – Aruba, Curaçao a Svatý Martin.
Existuje zde specifický model státní správy, který má decentralizovaný charakter s volenými orgány na všech úrovních. Silně je zde zakotven princip subsidiarity, zejména množství pravomoci pro nejnižší správní jednotky – obce. To je na evropském kontinentu výjimečné, ovšem vychází to z historických okolností. Obecní svépomoc byla dříve důležitá pro obdržení nové půdy (vysoušení bylo finančně nákladné) a neustálý zápas s povodněmi.

### Obec
Obec představuje samostatný politicko-správní subjekt vzniklý v této formě roku 1795 pod francouzskou nadvládou. V této epoše však disponovaly jen malými pravomocemi, tak jak bylo v rámci francouzského centralismu běžné. Paralelně s tím, ale byly regulovány i možnosti nejvýznamnější úrovně místní správy – provincií. Nárůst pravomocí u obcí lze zaznamenat ve druhé polovině 19. století. Roku 1897 vzniká obecní fond, který poskytuje obcím finanční obnosy prostřednictvím tzv. globální dotace, kdy docházelo k redistribuci zdrojů pro podporu ve školství, zásobování vodou, plynem a elektřinou. V roce 1929 byl systém upraven, kdy nejdůležitější pro přerozdělování financí se stal počet obyvatel obce.
Po skončení druhé světové války docházelo k vyšší frekvenci slučování obcí do větších administrativních jednotek. Návrh na sloučení vychází od provincie, jediným orgánem, který pak o sloučení rozhoduje je vláda. Teoreticky lze sloučit obce i bez jejich vědomí a proti vůli místních občanů, v podstatě jen v mimořádném případě.
Druhým charakteristickým znakem vývoje správy, který se v Nizozemsku rozvíjí od sklonku 18. století je centralizace. Za jejím prosazením stojí zejména vysoká míra urbanizace a geografická situace země, přesto si obce zachovaly důležité pravomoci. K centralizaci přispěla i vertikální struktura společnosti, která nahrazuje územní spojitost státu, a která nastolila model malých pravomocí poskytovaných provinciemi a přenosu účelových dotací z ústředí na periferii, tedy na obec. Funkce obecního starosty je velmi významná (Burgemeester). Starosta je jmenován královnou na šestileté období na návrh guvernéra provincie. V reálné politice existuje pravidlo, že pokud se před koncem funkčního období neobjeví návrh na jiného starostu, pak je současnému automaticky prodloužen mandát na dalších šest let. V obci vládne vždy koalice, kdy je běžné, že zástupci jedné politické strany nemají nadpoloviční převahu.
Základním článkem nizozemské územní správy byly a jsou i v současnosti obce. Ty mají při počtu obyvatel do 3000 obyvatel 7 radních, nad 200 000 pak 45 radních. Jejich možnosti a pověřené pravomoci jsou velké. Mají právo být vlastníkem komunálních podniků, divadel, zřizovat nemocnice, policejní sbory, školy všech stupňů (např. univerzita v Amsterdamu je takovým typem), stát pak doplní učební osnovy platné v celé zemi. Obec také staví domy. Finance jsou jim poskytnuty z rozpočtu, do něhož stát dává asi jednu polovinu, druhou pak obec získává z tzv. obecní daně, tj. ze zisků komunálních podniků a obecních nemovitostí.

### Provincie
V každé nizozemské provincii existuje volený orgán – provinční stav (De Provinciale Staten). Ty jsou voleny občany, kteří mají právo volit do dolní komory parlamentu. Z členů stavu je pak zvolen vlastní šestičlenný výkonný orgán (vláda provincie), v jejímž čele stojí guvernér – královnin komisař, jmenovaný na návrh vlády země panovníkem s šestiletým funkčním obdobím. Guvernér předsedá jak provinční vládě, tak i provinčnímu stavu. Jednání stavu je veřejné. Jako existuje obecní fond na financování obcí, tak na úrovni provincie funguje tzv. provinční fond. Provinční stav je volen na čtyřleté období.

## Nizozemské politické strany
| Název v nizozemštině                    | Zkratka | Vznik | Název v češtině                        | Počet   | Počet   | Počet   | Členů (2007) |
| Název v nizozemštině                    | Zkratka | Vznik | Název v češtině                        | TK*2017 | EK*2015 | EP*2014 | Členů (2007) |
| --------------------------------------- | ------- | ----- | -------------------------------------- | ------- | ------- | ------- | ------------ |
| Christen Democratisch Appèl             | CDA     | 1980  | Křesťanskodemokratická výzva           | 19      | 12      | 5       | 69.200       |
| Partij van de Arbeid                    | PvdA    | 1946  | Strana práce                           | 9       | 8       | 3       | 59.327       |
| Socialistische Partij                   | SP      | 1971  | Socialistická strana                   | 14      | 9       | 2       | 50.238       |
| Volkspartij voor Vrijheid en Democratie | VVD     | 1948  | Lidová strana pro svobodu a demokracii | 33      | 13      | 3       | 36.832       |
| Partij voor de Vrijheid                 | PVV     | 2006  | Strana pro svobodu                     | 20      | 9       | 4       | 0            |
| GroenLinks                              | GL      | 1990  | Zelená levice                          | 14      | 4       | 2       | 21.901       |
| ChristenUnie                            | CU      | 2001  | Křesťanská unie                        | 5       | 3       | 2       | 27.683       |
| Democraten 66                           | D66     | 1966  | Demokraté 66                           | 19      | 10      | 4       | 10.370       |
| Staatkundig Gereformeerde Partij        | SGP     | 1918  | Státně reformační strana               | 3       | 2       | 0       | 26.906       |
| Partij voor de Dieren                   | PvdD    | 2002  | Strana pro zvířata                     | 5       | 2       | 1       | 6.972        |
| Onafhankelijke Senaatsfractie           | OSF     | 1995  | Nezávislá senátní frakce               | 0       | 1       | 0       | 0            |
| 50PLUS                                  | 50+     | 2009  | 50PLUS                                 | 4       | 2       | 0       | 0            |
| BoerBurgerBeweging                      | BBB     | 2019  | Hnutí zemědělců a občanů               | n/a     | n/a     | n/a     | n/a          |
| Nieuw Sociaal Contract                  | NSC     | 2023  | Nová společenská smlouva               | n/a     | n/a     | n/a     | n/a          |

*TK = Tweede Kamer (Poslanecká sněmovna)
(+3 mandáty Denk – v nizozemštině: mysli, v turečtině: rovnost; +2 mandáty Forum voor Demokratie, FvD) *EK = Eerste Kamer (Senát)
*EP = Europees parlament (Evropský parlament)